# یان کوندلا
یان کوندلا (استونیایی: Jaan Kundla؛ زادهٔ ۱۱ اکتبر ۱۹۳۷) سیاستمدار و نماینده سابق مجلس اهل استونی است.